# Кодзима, Акико
Акико Кодзима (яп. 児島 明子 Кодзима Акико, род. 29 октября 1936 в Токио) — японская модель, первая азиатка, получившая титул «Мисс Вселенная» в 1959 году. 
На момент проведения конкурса её возраст составлял 22 года, рост 170 см, размеры груди, талии и бёдер — 94-58-96 см. После избрания её «Мисс Вселенной» Акико вышла замуж за японского актёра Акиру Такараду, с которым позже развелась. Через сорок лет после её победы другая представительница Японии, Риё Мори, выиграла конкурс «Мисс Вселенная» в 2007 году.